# Carabus italicus rostagnoi
Carabus (Eucarabus) italicus rostagnoi – podgatunek chrząszcza z rodziny biegaczowatych i podrodziny Carabinae.
Podgatunek ten został opisany w 1904 roku przez Paolo Luigioniego. Klasyfikowany jest w podrodzaju Eucarabus lub Carabus sensu stricto.
Chrząszcz południowoeuropejski, endemiczny dla Włoch. Występuje w środkowej części kraju. Znany z Toskanii, Abruzji, Kampanii i Lacjum.